# 네덜란드-아제르바이잔 관계
네덜란드-아제르바이잔 관계는 네덜란드와 아제르바이잔 간의 외교 관계이다.

## 역사
1991년 12월 31일 네덜란드 왕국은 아제르바이잔공화국의 독립을 승인했다. 1992년 4월 1일부터 양국간 관계를 개시. 알리예프 아제르바이잔 대통령은 2005년 9월 20일 네덜란드 대사관 개설 명령에 서명했다.
2007년 4월 24일, 후아드 이스켄드로프 대사는 네덜란드 왕국의 베아트릭스 위르헤르미나 암가드 국왕에게 신임장을 제출했다.
2009년 6월 26일 네덜란드 정부는 아제르바이잔에 대사관을 개설하기로 결정하고, 같은 해 8월에는 체코공화국에 루카스 판 혼 네덜란드 주재 대사를 임명했다. 2009년 10월 23일, Y. L. 반 혼은 아제르바이잔 대통령에게 신임장을 제출하고 활동을 시작했다.
2010년 8월 16일 네덜란드 왕국의 새로운 대사는 아제르바이잔 대통령에게 자신의 임명장을 발표했다.
현재 온노 카바스는 아제르바이잔에서 네덜란드 대사를 맡고 있다.

## 외교 관계

### 주요 인사 방문
| 날짜                    | 방문 |
| ----------------------- | --- |
| 2009년 5월 7일          | 아제르바이잔 대통령 일함 알리예프가 프라하 동방 파트너십 정상회의에서 네덜란드 총리 얀 페테르 발케넨데를 만났다.                  |
| 2010년 12월 1일         | 아제르바이잔 대통령 일함 알리예프가 아스타나 OSCE 정상회의에서 네덜란드 총리 마르크 뤼테를 만났다.                                |
| 2014년 1월 23일         | 아제르바이잔 대통령 일함 알리예프가 다보스 경제포럼에서 네덜란드 총리 마르크 뤼테를 만났다.                                       |
| 2014년 3월 23~25일      | 아제르바이잔 대통령 일함 알리예프가 헤이그에서 열린 제3차 핵안보정상회의 참석을 위해 네덜란드를 방문했다.                         |
| 2002년 2월 4~6일        | 아제르바이잔 법무부 장관 파질 맘마도프가 네덜란드를 방문했다.                                                                     |
| 2002년 5월 12~19일      | 아제르바이잔 교육부 장관 미시르 마르다노프가 네덜란드를 방문했다.                                                                 |
| 2007년 12월 4~10일      | 아제르바이잔 보건부 장관 옥타이 시랄리예프가 네덜란드를 방문했다.                                                                 |
| 2007년 12월 6~8일       | 아제르바이잔 교육부 장관 미시르 마르다노프가 네덜란드를 방문했다.                                                                 |
| 2009년 6월 29일~7월 2일 | 아제르바이잔 국경경비대 총장 엘친 굴리예프가 네덜란드를 방문했다.                                                                 |
| 2009년 10월 25~28일     | 아제르바이잔 국가이민청장 아르주 라히모프가 네덜란드를 방문했다.                                                                  |
| 2010년 8월 8~12일       | 네덜란드 법무부 장관 에른스트 히르시 발린이 아제르바이잔을 방문했다.                                                              |
| 2011년 5월 17~19일      | 아제르바이잔 비상사태부 장관 카말라딘 헤이다로프가 네덜란드를 방문했다.                                                           |
| 2012년 3월 6~7일        | 네덜란드 인프라환경부 장관 멜라니 헨리에테 슐츠 판 하헨-마스 헤스테라누스가 아제르바이잔을 방문했다.                              |
| 2012년 6월 10~12일      | 아제르바이잔 외무부 장관 엘마르 맘마디아로프가 네덜란드를 방문했다.                                                               |
| 2012년 9월 12~14일      | 네덜란드 부총리 겸 경제농업혁신부 장관 막심 자크 마르셀 페르하헨이 아제르바이잔을 방문했다.                                       |
| 2014년 2월 4일          | 네덜란드 외무부 장관 프란스 팀머르만스가 아제르바이잔을 방문했다.                                                                 |
| 2014년 4월 2~5일        | 아제르바이잔 국가석유기금 이사장 샴하르 모브수모프가 네덜란드를 방문했다.                                                         |
| 2014년 4월 22~25일      | 아제르바이잔 국가이민청장 피루딘 나비예프가 네덜란드를 방문했다.                                                                  |
| 2014년 5월 12~14일      | 네덜란드 송환출국청 청장 로디아 마스가 아제르바이잔을 방문했다.                                                                   |
| 2014년 9월 4일          | 아제르바이잔 외무부 장관 엘마르 맘마디아로프가 NATO 웨일스 정상회의에서 네덜란드 동료 프란스 팀머르만스를 만났다.                 |
| 2014년 10월 10~11일     | 네덜란드 이민귀화청 청장 롭 판 린트가 아제르바이잔을 방문했다.                                                                    |
| 2014년 11월 6~7일       | 네덜란드 인프라환경부 장관 멜라니 헨리에테 슐츠 판 하헨-마스 헤스테라누스가 아제르바이잔을 방문했다.                              |
| 2015년 4월 15~17일      | 아제르바이잔 통신고도기술부 장관 알리 아바소프가 헤이그에서 열린 2015 글로벌 사이버스페이스 회의 참석을 위해 네덜란드를 방문했다. |
| 2015년 4월 21~23일      | 아제르바이잔 비상사태부 장관 카말라딘 헤이다로프가 네덜란드를 방문했다.                                                           |
| 2015년 4월 22~23일      | 외무부 장관 엘마르 맘마디아로프가 UN 총회에서 네덜란드 동료 베르트 쿤데르스와 회담했다.                                           |

### 협정
지금까지 아제르바이잔과 네덜란드 왕국 사이에 10개의 협정이 체결되었다.
1. 아제르바이잔과 네덜란드는 1996년 7월 11일 항공수송에 관한 협정에 서명했다. 1998년 4월 24일 협력프로그램 양해각서 서명.  관세법의 적절한 적용 및 관세위반의 방지, 조사 및 대처에 관한 상호행정원조에 관한 협정이 2002년 1월 30일에 서명되었다.  2002년 2월 22일 협력프로그램 합의서 서명.  네덜란드 법무부와 아제르바이잔 법무부와 협력에 관한 이해협정이 체결되었다.  2004년 5월 25일 국제자동차 출하에 관한 협정이 서명되었다.  소득 및 자본에 대한 조세에 관한 이중과세 회피 및 탈세 방지에 관한 협정.  아제르바이잔 공화국 국경경비국과 네덜란드 왕국 송환 출국경비국 간의 불법이주와의 싸움에 관한 각서(2009년 7월 1일)  아제르바이잔 공화국 내무부와 네덜란드 왕국 법무부 사이의 비가동 협력에 관한 각서(2010년 8월 10일)  아제르바이잔 공화국 긴급사태성과 네덜란드 왕국 인프라 환경부의 물관리 협력에 관한 각서(2014년 11월 6일)

## 경제 관계
아제르바이잔과 네덜란드의 경제 관계는 다른 분야를 커버하고 있다. 아제르바이잔과 네덜란드는 산업, 농산물의 생산, 가공, 포장, ICT, 관광, 건강, 생태계, 아제르바이잔의 공업 단지에서의 네덜란드 기업 등의 분야에서의 경제 관계를 강화하기 위한 다른 방향에서 협력하고 있다.
아제르바이잔은 남코카서스의 유럽 주요 무역 상대국 중 하나이다. 그것은 유럽에서의 에너지 안전보장에 특별한 역할을 가지고 있다. 근년, 아제르바이잔과 네덜란드와의 사이에 협력 관계를 발전시키기 위한 새로운 조치가 강구되고 있다. 아제르바이잔에는 100개 이상의 네덜란드 자본 기업이 진출해 있다. 이들의 활동은 아제르바이잔의 금융, 산업, 건설, 서비스, 무역, 농업, 교통, 에콜로지 등의 분야에서의 활동을 담당하고 있다.
네덜란드는 지금까지 아제르바이잔 경제 각 분야에 약 6억7000만달러의 직접투자를 했다. 최근, 아제르바이잔과 네덜란드의 무역액은 연간 약 2억달러에 이르고 있다. 아제르바이잔은 주로 석유가스 제품을 네덜란드에 수출한다. 네덜란드 기업들은 아제르바이잔의 여러 지역을 커버하는 프로젝트에 도급업체로 참여하는 데 관심을 보이고 있다. 아제르바이잔은 보육쇼르호를 포함한 압슐론호 재생 분야에서 네덜란드 기업과 협력하고 있다.

## 기타 양자 협력 분야
아제르바이잔과 네덜란드는 2013년 에너지 관리 분야를 커버하는 MBA(경영학 석사) 프로그램에 관한 협정에 서명했다. 아제르바이잔 외교아카데미와 마스트리히트대 경영대학원 사이의 프로그램은 성공적으로 계속되고 있다. 이 프로그램은, 졸업생에게 ADA와 MSM의 양쪽 모두의 졸업 증서를 제공한다.
네덜란드 크링겐다엘 연구소에서는 매년 동부 파트너십 국가의 외교관을 대상으로 연수를 실시하고 있다. 아제르바이잔 외교아카데미와 크링겐다엘 인스티튜트 아카데미 외교관이 협력하여 매년 연수한다.
아르메니아·아제르바이잔·나고르노·카라바흐 분쟁에 관한 연차 세미나는 헤이그 국제법 아카데미와의 협력 틀 안에서 개최되고 있다. 국제법 사무 전문가가 세미나에 참가하고 있다

## 대사관
아제르바이잔 대사관은 헤이그에 위치한다. 네덜란드 대사관은 아제르바이잔 바쿠에 있다.

## 외교
| Republic of Azerbaijan - The Hague (Embassy) | of the Netherlands - Baku (Embassy) |

## 같이 보기
- 아제르바이잔의 대외 관계
- 네덜란드의 대외 관계
- 아제르바이잔 -EU 관계
- 네덜란드의 아제르바이잔 인
- 유럽의 아제르바이잔 인
- 아제르바이잔의 네덜란드 인